# リトアニア緑の党
リトアニア緑の党（リトアニア語: Lietuvos žaliųjų partija、略称: LŽP）は、リトアニアの政党。国会（セイマス）や欧州議会においては議席を有しない。

## 歴史
2011年、リトアニア緑の運動（リトアニア語: Lietuvos žaliųjų sąjūdis）として結党され、ユオザス・ダウタルタス (Juozas Dautartas) が党首に選出された。2012年、党名をリトアニア緑の党に変更し、リナス・バルシースが党首に就任した。その後2016年にレミギユス・ラピンスカスが党首に選出された。
2020年、党首選でイエヴァ・ブドライテ副党首が党首に選出される。
2024年5月に実施された欧州議会議員選挙と同年10月に行われた国会議員選挙
では、いずれも議席を獲得できなかった。